# Koenigsegg Regera
La Koenigsegg Regera ("Regera" in svedese significa "regnare") è una hypercar/megacar ibrida (coupé biposto con trazione posteriore) prodotta dalla casa automobilistica svedese Koenigsegg. Il nome megacar deriva dal fatto che la vettura ha una potenza complessiva combinata che è superiore a 1 MW. È stata presentata in anteprima mondiale al salone dell'automobile di Ginevra nel marzo del 2016. La produzione è limitata a un numero di 80 esemplari, che la casa ha dichiarato come tutti venduti prima della produzione a un prezzo unitario pari a circa 2 milioni di euro. Notare che 80 non è un numero casuale per la Koenigsegg, dal momento che, nella numerologia pitagorica, simboleggia i concetti di dominio, controllo e conquista. Questa Koenigsegg è un veicolo ibrido, essendo equipaggiata con un'unità motrice che è composta da propulsore termico, tre motori elettrici e un pacco batterie, il tutto coordinato da un'avanzata elettronica di controllo.

## Tecnica

### Motore a combustione interna

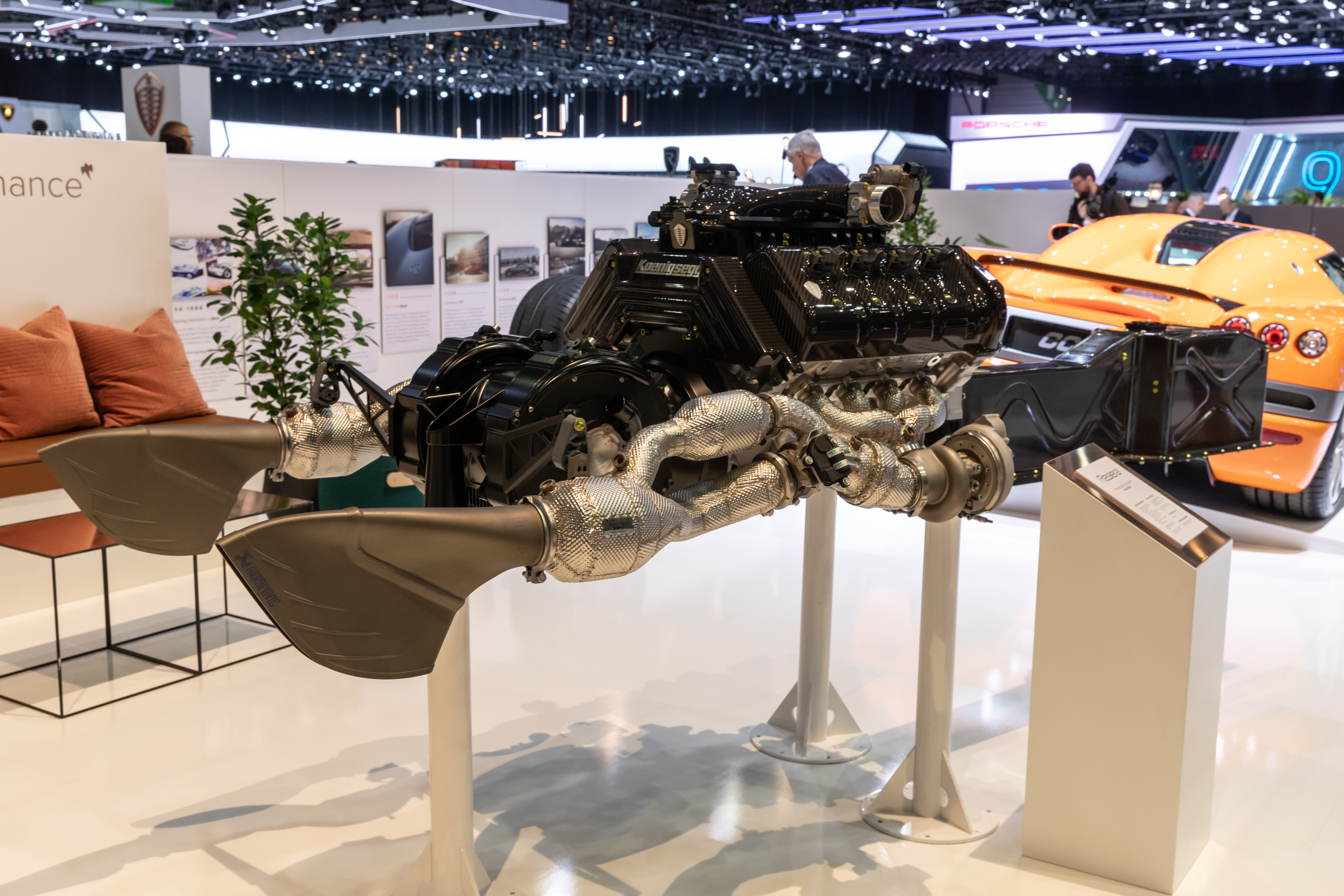
Il gruppo motopropulsore completo di impianto di scarico.

Il motore termico a benzina, montato in posizione posteriore-centrale del telaio e su supporti attivi, ha una cilindrata di 5.0 litri, genera una potenza massima di 820 kW (1.115 CV, misurati secondo la normativa DIN) e una coppia motrice massima di 1.280 N·m, avendo un'architettura 8 cilindri a V con doppio turbocompressore (con alberino rotante su doppi cuscinetti a sfere) a geometria variabile. Per quanto riguarda le testate, ogni cilindro ha 4 valvole (2 di aspirazione e 2 scarico) e la distribuzione è a doppio albero a camme in testa per ogni bancata di cilindri. La lubrificazione è a carter secco e il peso del motore è di 189 kg. Il rapporto di compressione è relativamente elevato (9,3:1), mentre la pressione massima di sovralimentazione è di 1,4 bar. La potenza massima è disponibile a un regime di 7.800 giri al minuto (con la zona rossa del contagiri posta a livello 8.250) mentre la coppia massima è disponibile a 4.100 giri al minuto. L'impianto di scarico, realizzato in lega (combinando, per vari componenti, titanio, Inconel e acciaio inossidabile) da Akrapovič, è a volumetria variabile e presenta un sistema brevettato di riduzione della contropressione allo scarico, che si attiva elettronicamente in funzione del carico motore e del regime di funzionamento. Questo sistema, composto da condotti secondari e valvole a farfalla (montate all'interno delle tubazioni di scarico), permette ai gas di scarico di fluire all'esterno con maggiore facilità, bypassando completamente i pre-catalizzatori durante l'efflusso, in modo da ottenere un maggior livello di potenza e coppia ad alto regime.

### Propulsione elettrica e sistema di accumulazione dell'energia elettrica

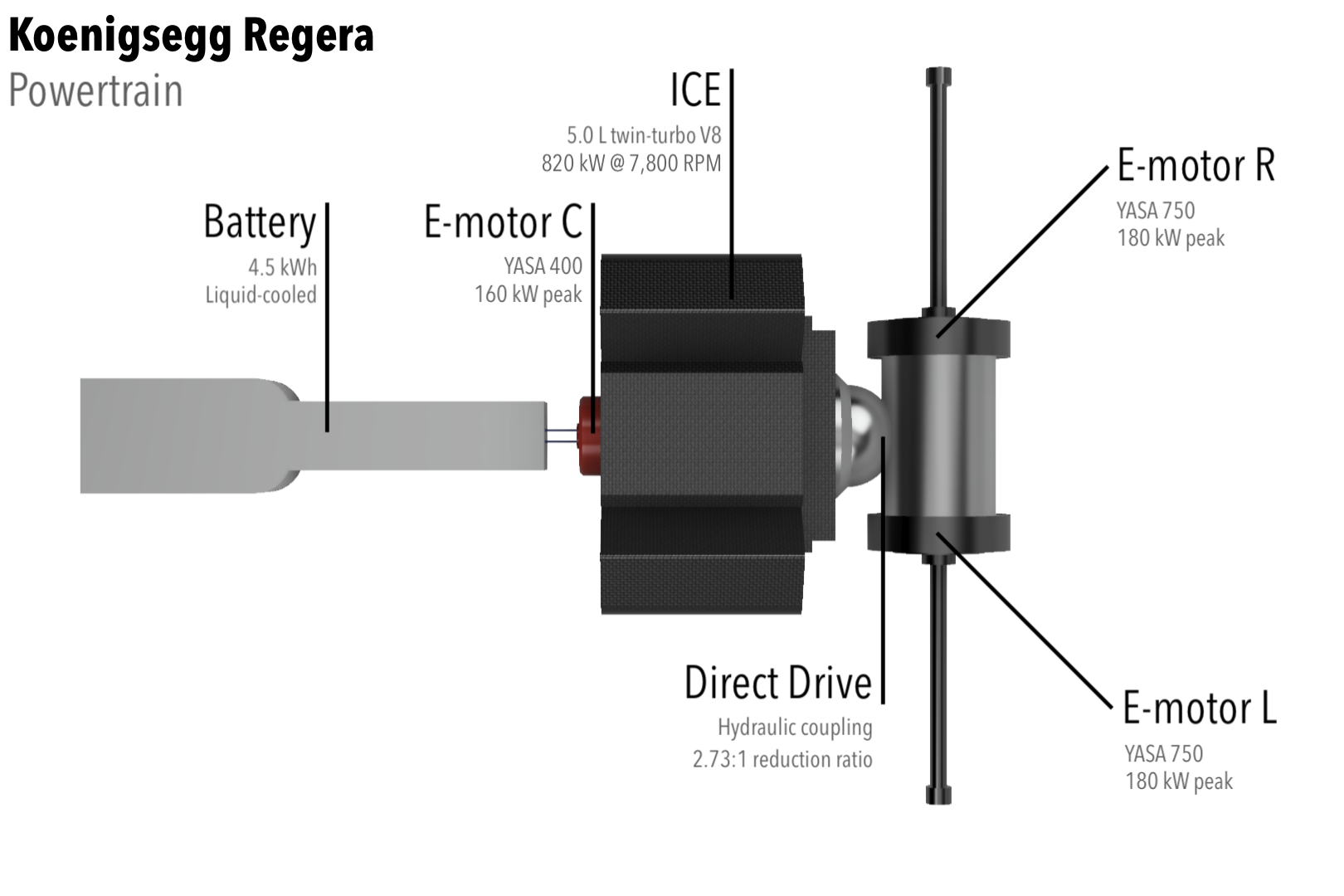
Schema semplificato del gruppo motopropulsore.

I tre potenti motori elettrici (prodotti dalla ditta britannica YASA) generano complessivamente una potenza pari a 525 kW e una coppia di 870 Nm, intesi come valori di picco.
In particolare, uno di essi è calettato sull'albero motore ed è posizionato anteriormente al propulsore termico – dal lato opposto rispetto a ingranaggi e alberi di trasmissione – localizzato tra il motore stesso e il pacco batterie. Questo motore elettrico funge da starter, da generatore e da sistema "Torque Fill", che migliora la coppia motrice del motore termico ai regimi di funzionamento più sfavorevoli. I restanti due propulsori elettrici (abbinati alle ruote posteriori) sono montati sui mozzi delle ruote posteriori e, al fine di migliorare l'handling complessivo della vettura, possono anche svolgere la funzione di differenziale autobloccante e di Torque Vectoring.

Il pacco batterie è stato sviluppato da Rimac Automobili ed è un accumulatore agli ioni di litio (del tipo LiFePO4), pesa 75 kg, occupa un volume di circa 67 litri e funziona con una tensione elettrica massima di 800 volt. Il pacco batterie è, inoltre, raffreddato a liquido, ha una capacità di accumulazione di energia fino a 4,5 kW·h ed è dotato di modulo inverter abbinato. Tale elemento è posto davanti al motore termico e vicino al baricentro della vettura.

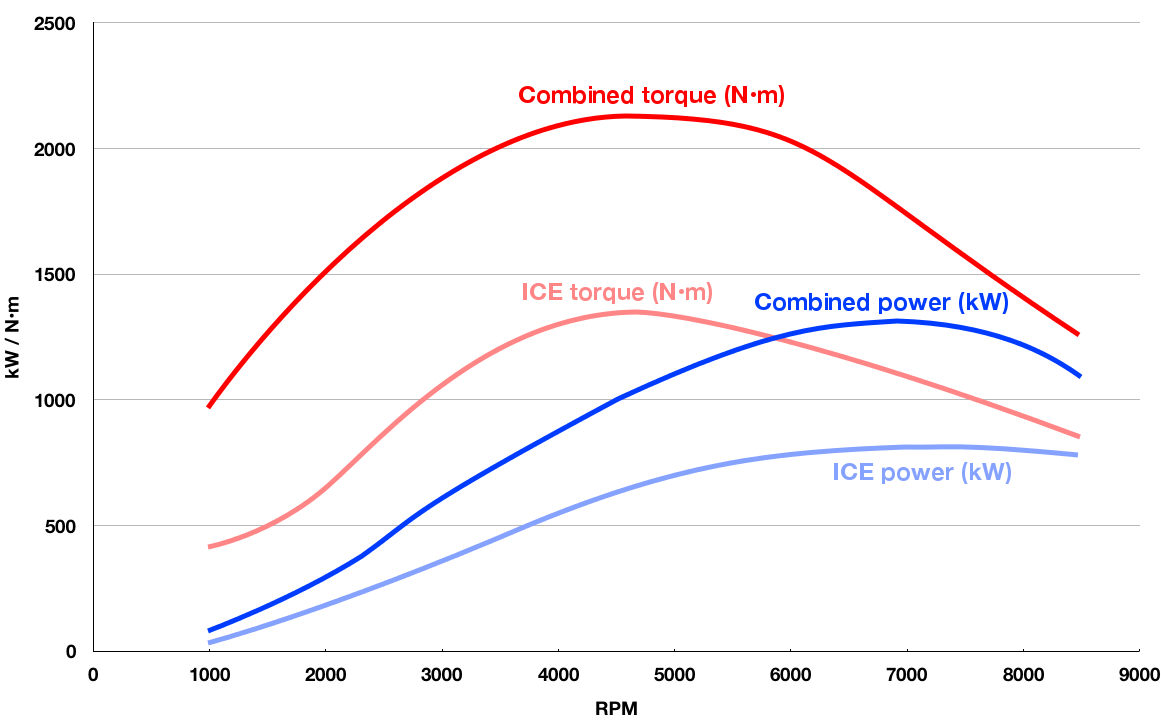
Diagramma di potenza (kW) e coppia (Nm) del gruppo motopropulsore della Regera, con evidenziati i valori del solo motore endotermico e i valori combinati.

La vettura è dotata di sistema di recupero dell'energia cinetica in frenata e può rigenerare energia fino a un picco di 150 kW di potenza elettrica, al fine di ricaricare la batteria durante la marcia. Nell'uso pratico, la potenza massima combinata di tutti i motori (considerando sia quello a combustione interna sia gli elettrici) ammonta a oltre 1.800 CV e la coppia supera i 2.000 Nm.

### Trasmissione
La vettura ha la particolarità unica di non avere un classico cambio di velocità, ma adotta un'innovativa trasmissione automatica denominata Koenigsegg Direct Drive System (KDD System). Questo particolare powertrain ha permesso di eliminare la trasmissione tradizionale, manuale o automatica, sostituita con un sistema meccanico/idraulico in presa diretta che è in grado di trasferire motricità direttamente al retrotreno. Quindi, in pratica, nella Regera si ha un cambio di velocità in presa diretta e a marcia singola, abbinato a un convertitore di coppia, elemento che (nel caso specifico della Regera) non è altro che un accoppiamento/giunto idraulico che funge da frizione tra l'albero motore e i semiassi posteriori di trazione. Tale convertitore è stato ribattezzato HydraCoup.
Il convertitore di coppia presenta un grado slittamento variabile, che parte da un valore massimo – in fase di partenza, durante un'accelerazione a pieno carico motore – e va a ridursi progressivamente all'aumentare della velocità, annullandosi oltre i 50 km/h circa, velocità al di sopra della quale è come se l'albero motore e i restanti organi di trasmissione fossero collegati per mezzo di un normale cambio manuale con innestato un rapporto 1:1 e con un rapporto finale di trasmissione di 2,73:1. Nelle fasi di guida di blanda accelerazione e di rilascio si ha, comunque, un certo grado di slittamento, che va ad annullarsi progressivamente premendo maggiormente il pedale dell'acceleratore, come avverrebbe con un tradizionale cambio automatico con convertitore di coppia.
In movimento, il comportamento della trasmissione ricorda dunque quello di un cambio CVT, ma senza il famoso "effetto scooter" in accelerazione – ove, richiedendo le massime prestazioni, il motore salirebbe subito al regime massimo di giri e la velocità del mezzo aumenterebbe con relativa lentezza – dato che qui, premendo con decisione il pedale dell'acceleratore, il regime di giri del motore a combustione interna sale subito ad un valore medio (intorno al regime di coppia massima, in ogni caso, viaggiando a velocità ragionevoli) e poi aumenta progressivamente, salendo di pari passo con la lancetta del tachimetro fino a raggiungere il massimo dei giri alla velocità massima raggiungibile dalla vettura. Quindi, il tutto si traduce in un'auto che risponde con prontezza alle pressioni dell'acceleratore, guadagnando velocità in modo molto rapido e vigoroso, grazie al potente powertrain ibrido, con una sensazione simile a quella di sentirsi fiondare lontano e verso l'orizzonte.
La tipologia di trasmissione garantisce, peraltro, un'elevata morbidezza di funzionamento, anche quando si richiedono le  massime prestazioni.
Entro certi limiti, il sistema di trasmissione è anche regolabile manualmente, dato che è possibile bloccare o sbloccare il convertitore quando il veicolo è in marcia oltre i 50 km/h. Infatti, Christian von Koenigsegg ha mostrato come – mediante l'uso della palettatura montata sul volante, in uno dei possibili usi – il KDD System possa simulare una tradizionale manovra di downshifting, regolando lo slittamento del giunto idraulico che collega l'albero motore all'albero di uscita. Ciò si traduce in un numero di giri al minuto del motore a combustione interna e del motore elettrico calettato sull'albero motore più elevato della norma, lasciando slittare leggermente il giunto idraulico e, quindi, consentendo l'erogazione di maggior potenza e coppia alle velocità inferiori e medie, rispetto a ciò che sarebbe stato possibile se l'accoppiamento fosse stato bloccato in qualsiasi momento oltre i 50 km/h.
Questa rivoluzionaria trasmissione, una volta che il convertitore di coppia blocca l'accoppiamento, presenta un rendimento meccanico molto elevato e attriti interni molto ridotti, anche grazie al fatto che sono presenti pochi ingranaggi costitutivi. Quest'ultima peculiarità, oltretutto, rende il cambio semplicissimo da progettare e da realizzare costruttivamente, essendo privo di complesse cascate d'ingranaggi e frizioni, solitamente presenti nei cambi di velocità tradizionali (sia manuali sia automatici). Viaggiando in autostrada a velocità di crociera, in una situazione di lock-up del convertitore, il sistema KDD System permette di ridurre le perdite meccaniche della trasmissione fino al 50% rispetto ai cambi tradizionali (manuali o automatici) e anche rispetto ai CVT più efficienti. Il KDD System aggiunge soltanto 88 kg alla massa totale a secco, pari a 1 420 kg.

### Aerodinamica

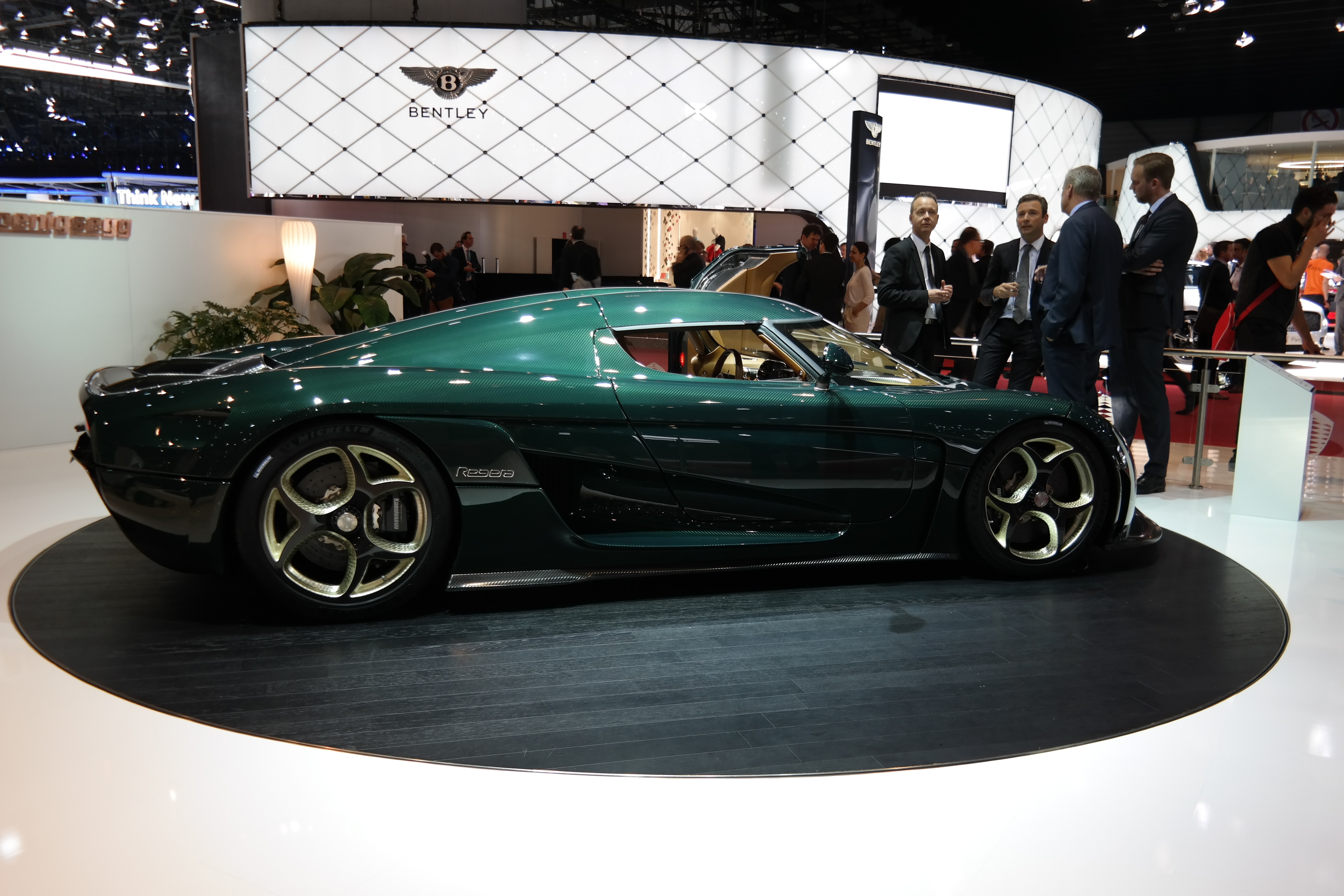
Una Koenigsegg Regera con spoiler posteriore abbassato.

La Regera è dotata di un'avanzata aerodinamica attiva, essendo munita di diverse superfici aerodinamiche deportanti, alcune delle quali sono auto-regolabili e con configurazione a geometria variabile in funzione di diverse condizioni di guida. L'attuazione della geometria variabile è possibile grazie a sensori, motorini elettrici, un avanzato impianto di attuatori elettroidraulici leggeri e un'avanzata elettronica di controllo. Il pacchetto aerodinamico consta di varie prese d'aria e sfoghi di tipo NACA, varie alette aerodinamiche (di vario tipo: winglet, flap rovescio e splitter), spoiler anteriore (con splitter integrato) nella parte bassa del paraurti anteriore, spoiler posteriore a scomparsa (ma estraibile, con regolazione automatica dell'altezza dei supporti e ala a incidenza variabile) nella parte superiore della coda, una coppia di minigonne laterali, un fondo piatto, uno scivolo estrattore posteriore nella parte inferiore della coda e anche un sistema di variazione automatica dell'altezza di assetto della vettura. Tra l'altro, lo spoiler posteriore sulla sommità della coda, in fase di frenata, può estendersi verso l'alto e variare il suo angolo d'incidenza (aumentandolo in valore assoluto), in modo da fungere da aerofreno. Alla velocità di 250 km/h la deportanza totale della vettura raggiunge un valore di 450 kgf (circa 4.400 N, nel SI). È presente, inoltre, una piccola schiera di vortex generators sulla sommità del lunotto posteriore.
Poco prima del Salone di Ginevra 2018, Koenigsegg ha svelato il nuovo pacchetto aerodinamico "Ghost", disponibile come opzionale per la Regera. Questo pacchetto allarga lo splitter anteriore, aggiunge delle alette canard ai parafanghi anteriori e delle alette fisse poste sulla sommità dei parafanghi posteriori, vicino all'ala mobile posteriore. Koenigsegg afferma che, con il pacchetto Ghost installato, il carico aerodinamico della Regera è aumentato di oltre il 20 percento.

### Ruote e impianto frenante

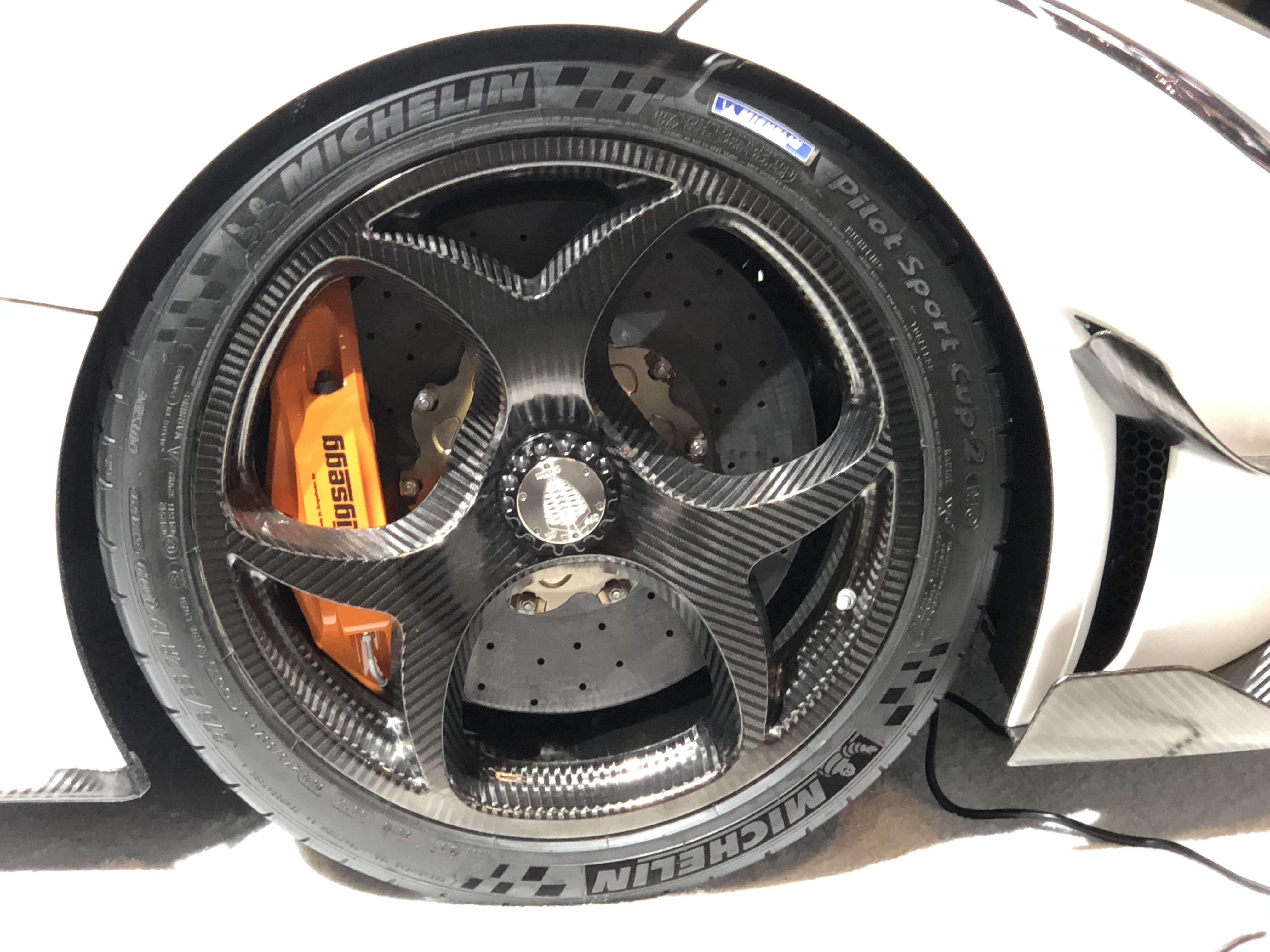
Dettaglio di una ruota anteriore.

La Regera è dotata di cerchi in fibra di carbonio – con diametro di 19 pollici sull'assale anteriore e 20 pollici su quello posteriore – ove i dadi delle ruote sono del tipo singolo (mono-dado) a bloccaggio centrale. Gli pneumatici sono i Michelin Pilot Sport 4S nelle misure 275/35 ZR 19 (100Y) per la parte anteriore e 345/30 ZR 20 (106Y) per la parte posteriore. Sono inoltre disponibili pneumatici Pilot Sport Cup 2 opzionali, sempre forniti dalla Michelin, esclusivamente progettati per la Regera. I freni sono a disco, autoventilanti e carboceramici, con un diametro di 397 mm, spessore di 40 mm e pinze monoblocco a sei pistoncini nella parte anteriore e con un diametro di 380 mm, spessore di 34 mm e pinze monoblocco a quattro pistoncini nella parte posteriore. I pistoncini dei caliper sono anch'essi costituiti di un apposito materiale ceramico.

### Sospensioni

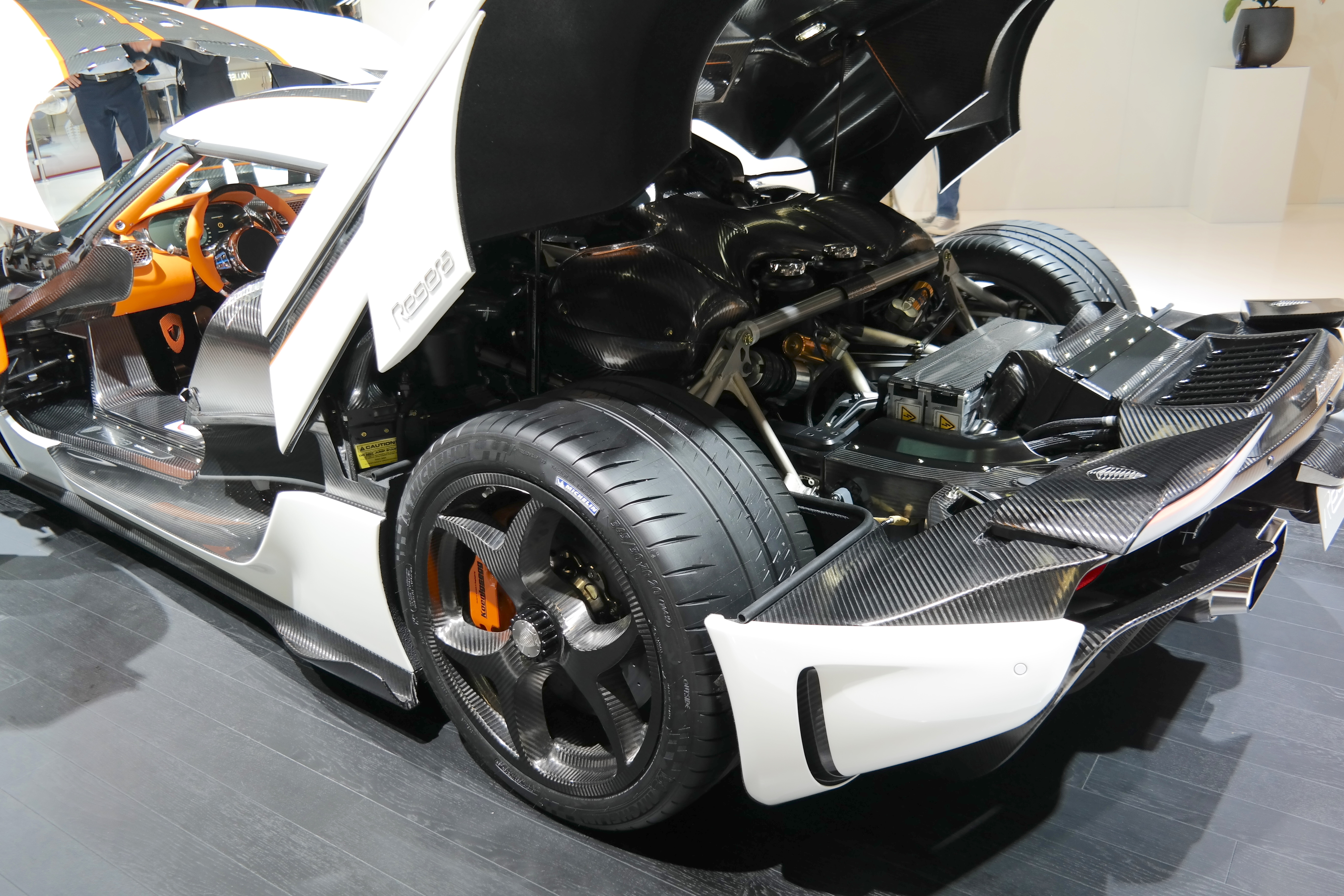
Il sistema di sospensione "Triplex".

La Regera presenta uno schema delle sospensioni simile a quello dei precedenti modelli Agera, con sospensioni a doppio braccio oscillante sugli assali anteriore e posteriore. I bracci trasversali sono fabbricati con tubi di acciaio al cromo-molibdeno, preferiti rispetto alla fibra di carbonio a causa del notevole costo e della significativa complessità di quest'ultima opzione. Le sospensioni incorporano speciali barre antirollio a forma di "Z", che si collegano al telaio in un solo punto (al contrario delle tradizionali barre a forma di "U", che lo fanno su due punti). Dai modelli Agera è ripreso anche il sistema di ammortizzatori denominato "Triplex" – un'esclusiva di Koenigsegg – che consiste in tre ammortizzatori Öhlins personalizzati sul sottosistema delle sospensioni posteriori. Mentre le forze anti-dive che si sviluppano durante intense frenate si verificano montando obliquamente i bracci trasversali superiori nella parte anteriore della vettura, questa posizione di montaggio non può essere applicata alla parte posteriore. Pertanto, lo scopo del terzo ammortizzatore posteriore del sistema "Triplex" è quello di fornire forze anti-squat sotto forte accelerazione.

## Altre caratteristiche e particolarità

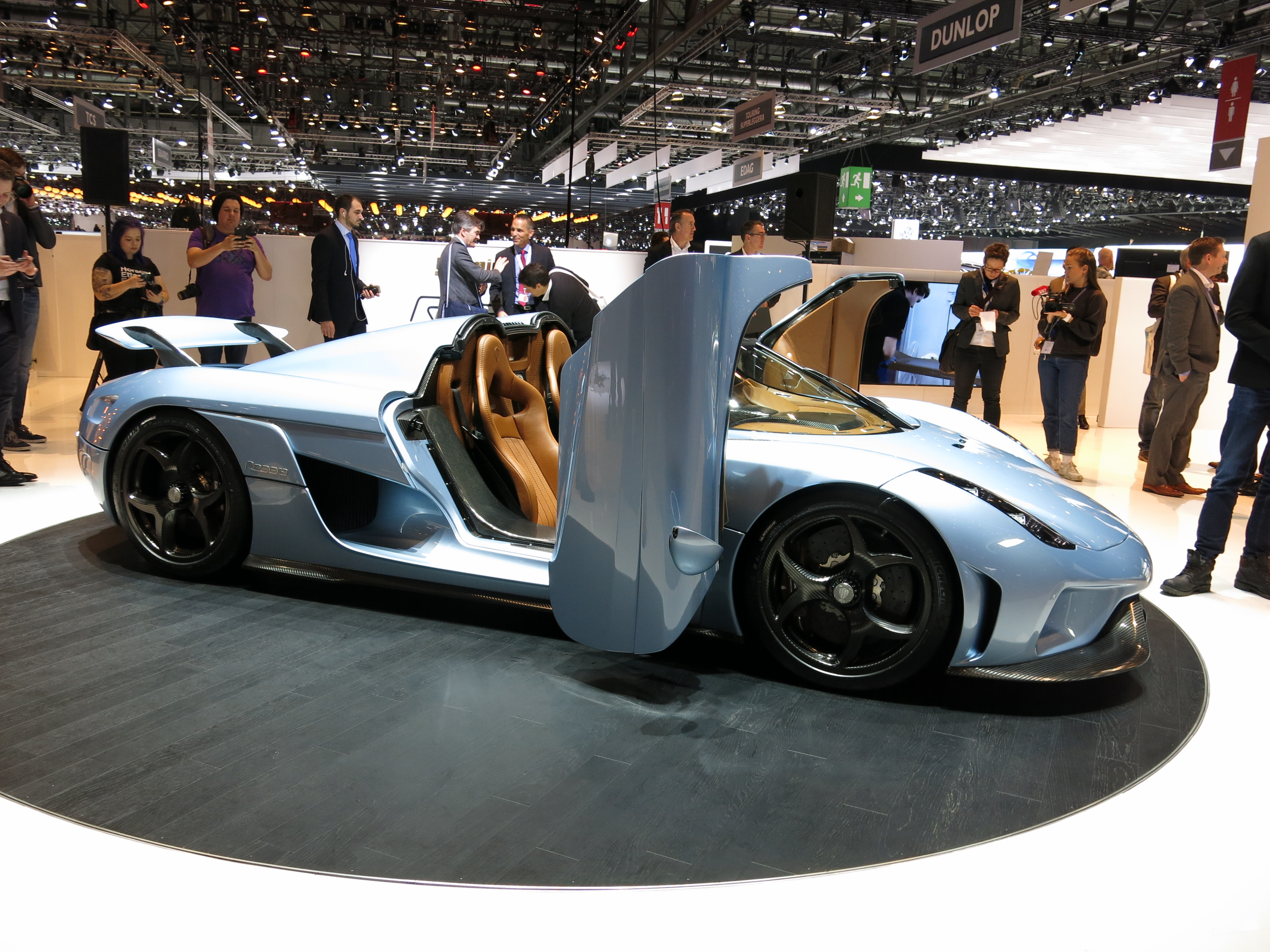
Le portiere ad apertura verticale.

La vettura è dotata di un sistema di controllo remoto delle principali funzioni tramite apposita app installabile su smartphone. Tra le varie funzioni presenti, le porte (che hanno un movimento di apertura/chiusura verticale) e i cofani (sia quello anteriore che quello posteriore) possono essere aperti/chiusi da remoto tramite telecomando o smartphone, sfruttando anch'essi degli attuatori elettroidraulici leggeri. Per queste sue peculiarità di controllo da remoto, Koenigsegg afferma che la Regera è la prima auto completamente "robotizzata".
Il veicolo è dotato di pompe idrauliche e accumulatori di pressione idraulica per il controllo attivo delle ali anteriori e posteriori, nonché per il sollevamento del telaio. I sollevatori idraulici sono stati aggiunti ai succitati elementi già esistenti, il tutto per consentire il funzionamento a distanza e a comando di tutti i pannelli del corpo vettura del veicolo.

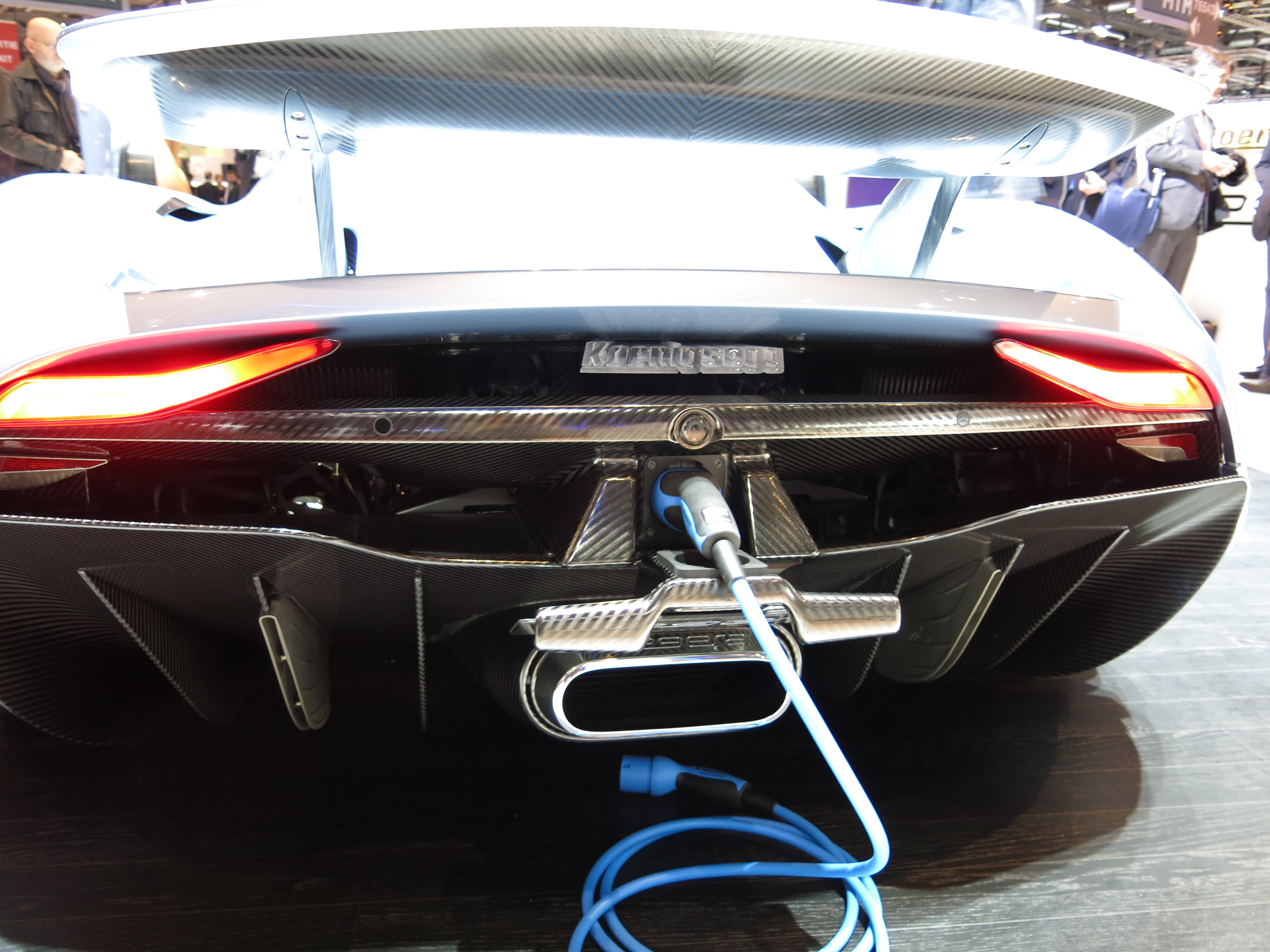
Una Koenigsegg Regera in fase di ricarica.

La Koenigsegg dichiara che la vettura può anche essere guidata (per brevi tratti di strada) in modalità a zero emissioni – utilizzando la sola trazione elettrica, con un'autonomia che può arrivare fino a 50 km quando la batteria è completamente carica; peraltro i dati di consumo e di autonomia non sono stati ancora comunicati in via ufficiale – è dotata di un sistema di recupero dell'energia cinetica nelle fasi di frenata/decelerazione – con un rateo di recupero dell'energia regolabile mediante l'uso della coppia di palette dietro il volante, in un altro dei possibili usi – e presenta una presa di ricarica dell'energia elettrica nascosta dietro il porta-targa posteriore (nella zona della coda, situata appena sotto il marchio Koenigsegg), cosa che fa della Regera un'auto ibrida Plug-in. La batteria è ricaricabile quando il motore è in funzione (durante la marcia, nelle fasi di rallentamento e quando è ferma col motore acceso al minimo) oppure, quando l'auto è spenta, collegando la vettura a una presa di corrente; il caricatore di bordo è da 3 kW. L'elettronica di bordo, in ogni caso, è capace (in base alle informazioni impostate sul sistema di navigazione) di gestire la carica della batteria e sfruttare al meglio l'energia disponibile, caricando o scaricando gli accumulatori in base allo stile di guida e alla distanza dal successivo punto di ricarica.
La Regera presenta supporti attivi sia per il motore termico che per la trasmissione. Tali supporti sono progettati per rimanere morbidi a basse e medie velocità, al fine di ridurre sensibilmente vibrazioni e rumore del motore, migliorando così il comfort di marcia del veicolo durante il normale utilizzo su strada. Guidando in modo più aggressivo e a velocità più elevate, i supporti motore e trasmissione si irrigidiscono, conferendo all'autotelaio una maggiore prontezza di risposta.

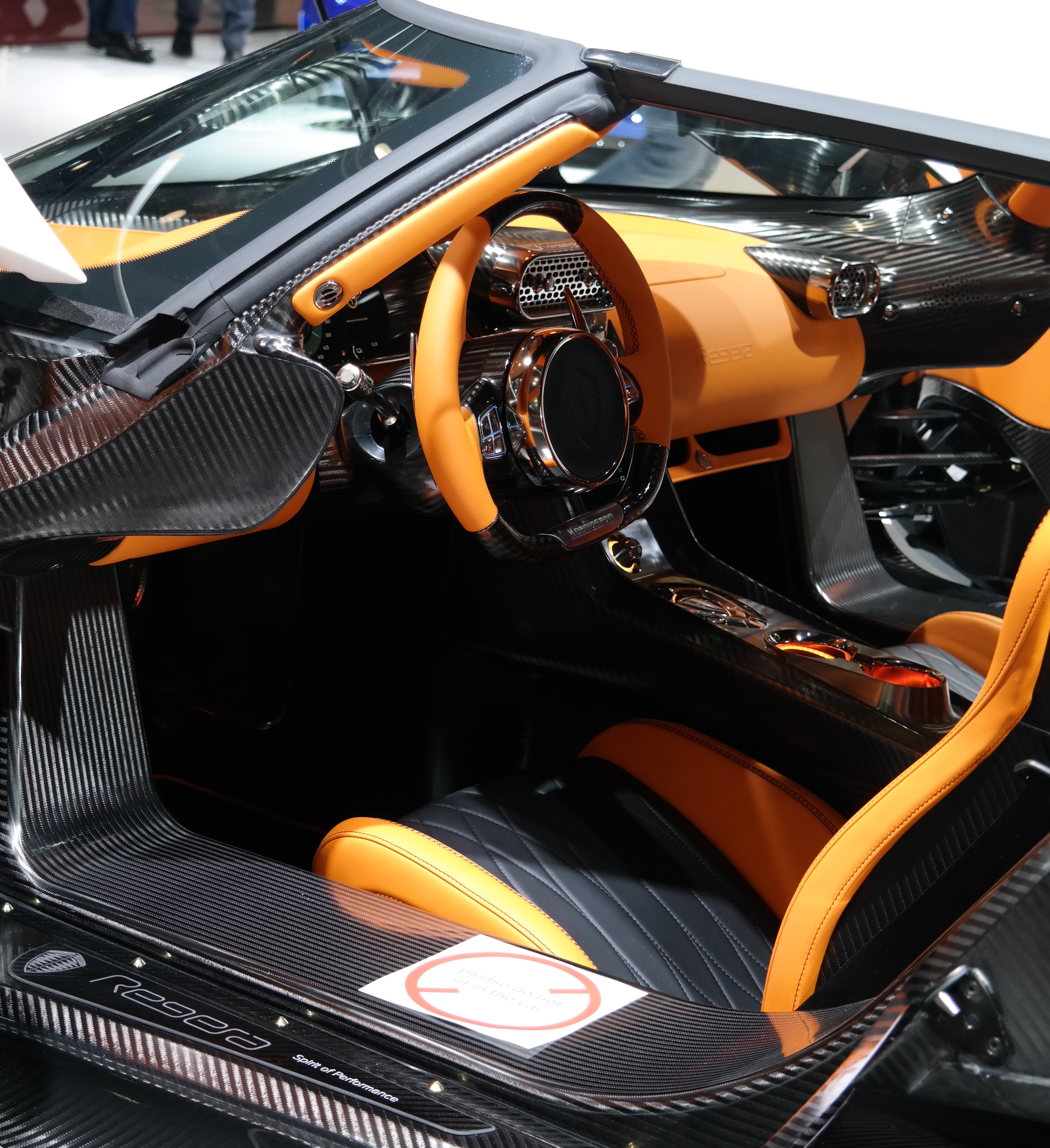
Gli interni.

Gli interni sono lussuosi, con profusione di pelle, materiali pregiati – inclusa fibra di carbonio a vista – elementi metallici cromati e finiture di alto artigianato, sia per quanto riguarda i sedili che per la plancia e per tutto il resto dell'abitacolo. L'isolamento acustico è stato molto curato, con uso abbondante di materiale fonoassorbente. I sedili sono imbottiti di una schiuma speciale (che si adatta alle fattezze degli occupanti per migliorare il comfort) e sono regolabili elettricamente mediante un sistema a 8-vie con memoria. La Regera presenta un avanzato sistema di infotainment visualizzato su display a 9 pollici Neonode (posto nella parte centrale della plancia), Virtual Cockpit – la strumentazione viene mostrata sullo schermo digitale davanti al volante, piuttosto che attraverso strumenti analogici – un sistema di telecamere completo (anteriore esterna, posteriore esterna, laterali sugli specchietti retrovisori e una interna all'abitacolo) con capacità di registrazione, sensori di parcheggio anteriori e posteriori (che agiscono in coordinazione con il sistema di telecamere succitato, che può essere usato durante il parcheggio), un sistema Apple CarPlay (ma sarà anche disponibile, su richiesta del cliente, il sistema Android Auto), un potente sistema audio stereo, illuminazione ambientale a LED, oltre a connettività 4G e Wi-Fi. Le funzionalità di connettività di Regera consentono a Koenigsegg di inviare aggiornamenti firmware e software over-the-air a ciascuna vettura, se necessario. Ciò consente la modifica a distanza di parametri come la banda di potenza dei motori elettrici o la risposta dell'acceleratore senza la necessità di interventi fisici sull'auto.
Le lampade diurne a LED (Daytime Running Lights, abbreviato in DRL) sono state conformate per assomigliare a una costellazione, con lo sfondo in fibra di carbonio che ricorda il cielo notturno. Inoltre, i proiettori possono evacuare attivamente la condensa attraverso due piccoli ventilatori installati in ciascuna lampada.
Notare che la Regera, nella parte posteriore, presenta due terminali di scarico a forma di pinna caudale verticale di pesce, che si integrano con lo scivolo estrattore posteriore al fine di migliorare l'aerodinamicità. Vi è poi una sorta di grande tubo di scarico centrale, di forma ovale, posto sotto la porta di ricarica; esso non viene utilizzato dal motore termico, ma piuttosto espelle l'aria calda proveniente dal sistema di raffreddamento delle batterie e dell'elettronica di bordo, grazie anche alla presenza di una grossa ventola elettrica interna che estrae il calore.

## Prestazioni
Ufficiosamente, stando alle dichiarazioni fornite dalla Koenigsegg, la Regera avrebbe un'accelerazione con partenza da fermo sbalorditiva, dato che sarebbe in grado di passare da 0 a 100 km/h in meno di 3,0 secondi, da 0 a 200 km/h in un tempo tra i 6 e i 7 secondi, da 0 a 300 km/h intorno agli 11 secondi e da 0 a 400 km/h in circa 20 secondi.
Oltretutto, anche la capacità di ripresa in velocità dovrebbe essere straordinaria, perché la vettura passerebbe da 150 a 250 km/h in circa 3,5 secondi. La velocità massima non è riportata sul sito ufficiale, ma si stima che il valore massimo si aggiri intorno ai 410 km/h. I dati qui riportati sono solo delle stime che derivano dalle dichiarazioni rilasciate durante la presentazione e verranno corretti dopo l'introduzione commerciale della vettura sul mercato.
Lunedì 23 Settembre 2019, sulla pista di decollo ed atterraggio dell'ex campo d'aviazione militare di Råda (immersa nelle foreste vicino alla città di  Lidköping), un esemplare della Regera ha stabilito un nuovo record mondiale nella prova di accelerazione e frenata 0-400-0 km/h, completando la corsa in un tempo di 31,49 secondi. In particolare, durante questa prova di misurazione delle sue prestazioni, la Regera è stata in grado di effettuare il passaggio da 0 a 400 km/h in un tempo record di 22,87 secondi, confermando così il dato dichiarato in fase di presentazione. Alla guida della vettura c'era il pilota collaudatore capo della Koenigsegg, Sonny Persson.